# کونیهیکو کودایرا
کونیهیکو کودائیرا ( به ژاپُنی 小平 邦彦 ؛ زاده ۱۶ مارس ۱۹۱۵ درگذشته ۲۶ ژوئیهٔ ۱۹۹۷) هندسه‌جبری‌دان ِ ژاپنی بود. از دستاوردهای او در ریاضیات، می توان طبقه‌بندی ِانریکِس-کودائیرا برای رویه‌های جبری را نام برد.
وی همچنین برنده جوایزی همچون مدال فیلدز شده است.